# Realpräsenz

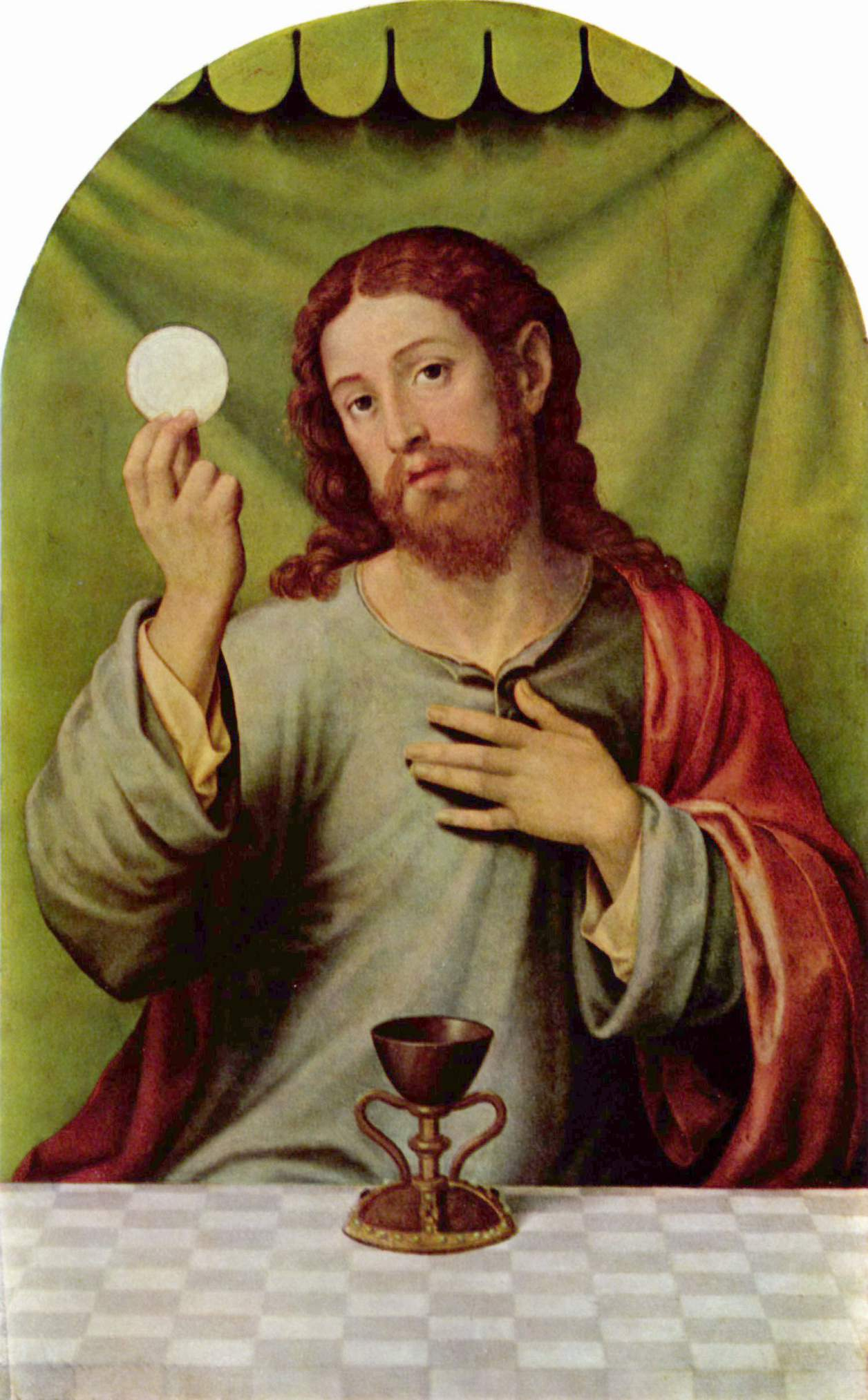
Christus mit den Gestalten der Eucharistie, Darstellung aus dem 16. Jahrhundert

Die Realpräsenz bezeichnet in der christlichen Theologie die Lehre, dass Leib und Blut Christi in der Eucharistie wahrhaft gegenwärtig seien. 

## Begriff
Realpräsenz bezeichnet die Vorstellung, dass in der Substanz von Brot und Wein Jesus Christus mit seinem Leib und seinem Blut real gegenwärtig ist. Die sinnlich erfassbaren Bestandteile (Akzidenz) von Brot und Wein bleiben unverändert. Mit der rituellen Einverleibung wird die Vorstellung der Kirche als Leib Christi zum Ausdruck gebracht. Mit Leib ist die ganze Person, Leib und Geist gemeint. Sie bedeutet keine Abgrenzung von einem Verzehrten (wie es der mit einem Festmahl gefeierte Sieg über eine Jagdbeute wäre), sondern eine Verbindung mit ihm.

## Entwicklung

### Alte Kirche und Römisch-Katholische Kirche
Erste Ansätze für die Vorstellung der Realpräsenz gehen auf Ignatius von Antiochien (gest. im 2. Jahrhundert n. Chr.) zurück, der bezugnehmend auf das 6. Kapitel des Johannes-Evangeliums die leibliche Gegenwart Christi in der Eucharistie gegen gnostische und doketische Ansichten verteidigte. 
Augustinus vertiefte das Verständnis des realsymbolischen Charakters der eucharistischen Zeichen und bezeichnete das „Sakrament“ als signum, figura, similitudo („Zeichen, Gestalt, Ähnlichkeit“) der Wirklichkeit Christi. 
Durch veränderte Denkweisen, besonders die Abkehr von der platonischen Urbild-Abbild-Analogie, kam es im 9. Jahrhundert zwischen Paschasius Radbertus und Ratramnus von Corbie zum 1. Abendmahlsstreit, der die Kontroverse zwischen Symbolismus, also einem rein zeichenhaften Verständnis (wobei die zeichenhafte Beziehung zweier Objekte anders als im Platonismus nicht mehr als „real“ aufgefasst wird), und Realismus, also einer realistischen Auffassung von der wirklichen Gegenwart Christi, vorbereitete. 
Die Spannungen kamen allerdings erst im 11. Jahrhundert im 2. Abendmahlsstreit zum Durchbruch. Im Zentrum der Auseinandersetzungen stand Berengar von Tours, der die wirkliche Gegenwart geistig verstand und von den materiellen Gaben trennen wollte. 
Auf der Lateransynode von 1059 wurde Berengars Lehre abgelehnt und die Realpräsenz bekräftigt. Ein Erklärungsmodell für die zu seiner Zeit bereits allgemein vorausgesetzte „substanzielle“ Realität der sakramentalen Gegenwart Christi bot die aristotelisch-rationalistische Erklärung der Transsubstantiation durch Thomas von Aquin, die sich bald nach seinem Tod und seiner Heiligsprechung als herrschende Meinung der Theologen durchsetzte und vom Konzil von Trient seitens der römisch-katholischen Kirche bestätigt wurde. Die Verbreitung des Nominalismus im Spätmittelalter schwächte hingegen die Vorstellung der Realpräsenz wieder merklich ab.

### Reformation
Im Zuge der Reformation wurde die Frage des Abendmahlsverständnisses erneut thematisiert und Gegenstand verschiedener innerprotestantischer Auseinandersetzungen, unter anderem beim Marburger Religionsgespräch 1529. Die Realpräsenz wurde von Martin Luther gegen Ulrich Zwingli und dessen Anhänger vertreten, die ein symbolisches Verständnis lehrten. Zwinglis Nachfolger Heinrich Bullinger berief sich für seine Lehre von der „Idealpräsenz“ ausdrücklich auf Ratramnus. Die Konkordienformel (SD VII, 35) fasste die lutherische Position 1577 in der Aussage zusammen, dass die Gläubigen den Leib und das Blut Jesu Christi „in, mit und unter“ Brot und Wein zu sich nehmen, was häufig im Sinne einer Konsubstantiation (reale Präsenz Christi bei gleichzeitigem Fortbestehen der Brotsubstanz) gedeutet wird. Die lutherischen Kirchen haben diese Auffassung beibehalten und teilen die Annahme einer Realpräsenz mit der römisch-katholischen Kirche sowie mit den orthodoxen und altkatholischen Kirchen; sie berufen sich überwiegend wie Luther auf eine prädikative (nicht übertragene) Bedeutung der Einsetzungsworte („Dies ist mein Leib“), siehe auch Leuenberger Konkordie. 

## Kritik
Eine andere Sicht als die Realpräsenz vertreten die Theologen und Kirchen, die lehren, dass die Elemente von Brot und Wein nur Zeichen seien (Idealpräsenz), die Christi Leib und Blut bedeuten, aber nicht sind, u. a. basierend auf 1 Kor 11,23–26 . Das Abendmahl wird als symbolhafte Gedächtnisfeier verstanden und wird auch entsprechend als Gedächtnismahl bezeichnet. Diese Auffassung vertreten ein Teil der reformierten Kirchen, die mennonitischen Kirchen, die meisten baptistischen Kirchen, die Pfingstgemeinden, verschiedene andere evangelische Freikirchen sowie die Zeugen Jehovas und die Christadelphians.